# Trox floridanus
Trox floridanus är en skalbaggsart som beskrevs av Henry Fuller Howden och Patricia Vaurie 1957. Trox floridanus ingår i släktet Trox och familjen knotbaggar. Inga underarter finns listade i Catalogue of Life.